# El Mármol

Delegaciones von San Quintín. El Mármol hier als Nummer 5

El Mármol (spanisch für „der Marmor“) ist eine delegación des Municipio San Quintín im mexikanischen Bundesstaat Baja California.
El Mármol liegt etwa acht Autostunden von Tijuana entfernt. Die etwa 550 Einwohner verteilen sich auf die Ortschaften Guayaquil, San Agustín, Santa Catarina, Rancho Catarina, Punta Canoas, La Lobera, Faro San José, Punta Blanca, San José de las Palomas, Cataviña, San Martín und El Gato.
Koordinaten: 29° 45′ N, 114° 50′ W